# Țigănești, Teleorman
Tigănești là một xã thuộc hạt Teleorman, România. Dân số thời điểm năm 2002 là 5561 người.